# Palazzo Erizzo

Stemma Erizzo

Palazzo Erizzo (detto anche Palazzo Erizzo a San Martino) è un palazzo di Venezia, situato nel sestiere di Castello e affacciato sul rio adiacente al lato destro della Chiesa di San Martino.

## Storia
Architettura seicentesca, il palazzo è una ricostruzione del preesistente Palazzo Erizzo, dimora della nobile famiglia degli Erizzo di San Martino, ascritta al patriziato veneziano.
La riedificazione è legata all'elezione a doge di un membro della casata, Francesco Erizzo, nel 1631; per il lavoro fu impiegato un architetto anonimo della scuola del Longhena (si è fatto il nome di Mattia Carneri).
Estintasi la famiglia nell'Ottocento, il palazzo passò di proprietà, conservando l'uso di residenza privata che persiste ancora oggi.

## Descrizione
Palazzo Erizzo consta del pian terreno e di un piano nobile, più due mezzanini, uno interposto tra i due piani e uno nel sottotetto.
La facciata, su quattro livelli, si presenta asimmetrica e ricca di aperture: la più importante è l'esafora a tutto sesto del piano nobile con sei mascheroni in chiave e balaustra, spostata a sinistra dell'asse centrale del palazzo, in corrispondenza del portale sul canale, anch'esso a tutto sesto.

L'interno va ricordato soprattutto perché custodisce tra le sue mura degli affreschi del pittore Jacopo Guarana.